# Lachalade
Lachalade är en kommun i departementet Meuse i regionen Grand Est (tidigare regionen Lorraine) i nordöstra Frankrike. Kommunen ligger i kantonen Varennes-en-Argonne som tillhör arrondissementet Verdun. År 2022 hade Lachalade 54 invånare.

## Befolkningsutveckling
Antalet invånare i kommunen Lachalade
| Referens: INSEE |